# 蒂恩庫爾
蒂恩庫爾（法語：Tienkour），是馬里的城鎮，位於該國中部，由通布圖區的迪雷省負責管轄，面積187平方公里，海拔高度252米，2009年人口6,110，人口密度每平方公里33人。
16°15′19″N 3°19′29″W / 16.25528°N 3.32472°W